# David Alexander Sjøholt
David Stakston (22 de noviembre de 1999) es un actor noruego-estadounidense.  Es mejor conocido por su papel de Magnus Fossbakken en el drama adolescente noruego Skam, y como Magne Seier en la serie dramática de fantasía de Netflix Ragnarok.

## Biografía
Stakston nació el 22 de noviembre de 1999 en Raleigh, Carolina del Norte y creció tanto en Florida como en Oslo, Noruega. 
En 2015, Stakston interpretó a uno de los personajes principales de la serie web dramática noruega Skam , que se hizo muy popular en los países nórdicos.  En los años siguientes hizo algunas apariciones más breves en la televisión noruega.  Desde 2020, ha interpretado a Magne Seier, el personaje principal de la serie dramática de fantasía noruega de Netflix, Ragnarok.